# Colonos Agoraios

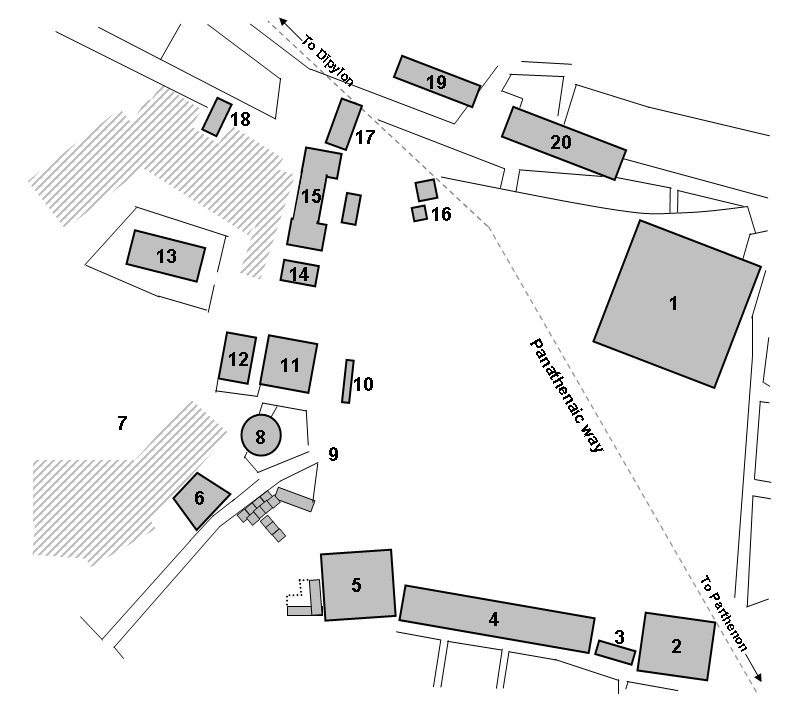
O Templo de Hefesto está localizado entre o 13, o Colonos Agoraios e 7 nesta planimetria da Ágora de Atenas nos séculos V e IV

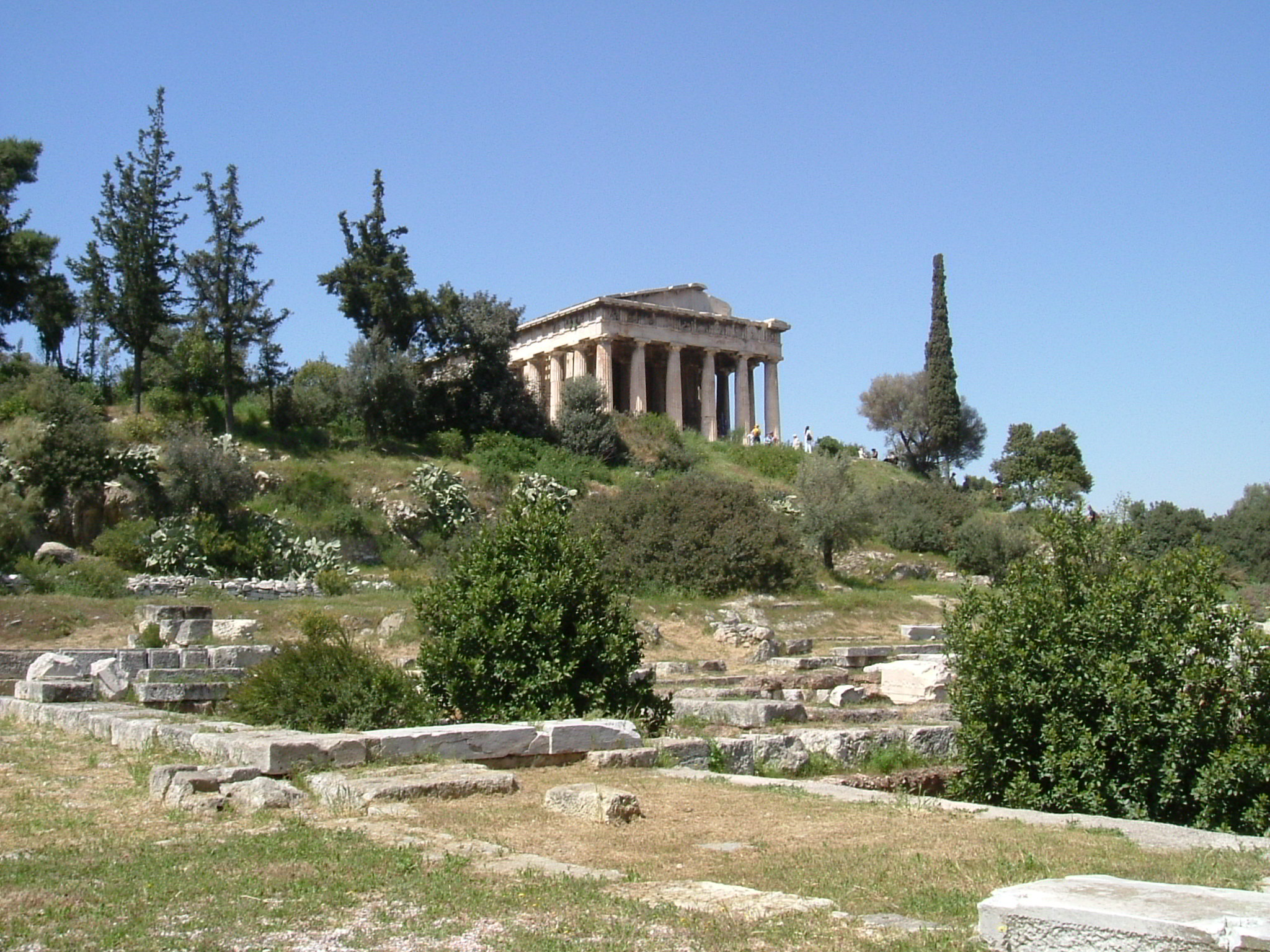
Templo de Hefesto, não muito longe de onde ficava o Colonos Agoraios, atrás do grande bosque de árvores à esquerda da foto

Colonos Agoraios (/kəˈloʊnɒs/; em grego clássico: Κολωνός Ἀγοραῖος; em grego: Αγοραίος Κολωνός , que significa "a colina próxima à Ágora"), é o nome de uma colina em Atenas na qual parte do Templo de Hefesto foi construído, era o local de encontro dos antigos artesãos atenienses. Na colina fica o Templo de Hefesto , o templo antigo mais bem preservado de Atenas e da Grécia. Na parte oriental da colina ficavam antigamente a Stoa de Zeus , o Templo de Apolo Patroos , o Buleuterion , o Tholos e o Estrategeion . Na ala norte ficavam o Arsenal e o Templo de Afrodite Urania , entre outros.